# Office des Grandes Heures

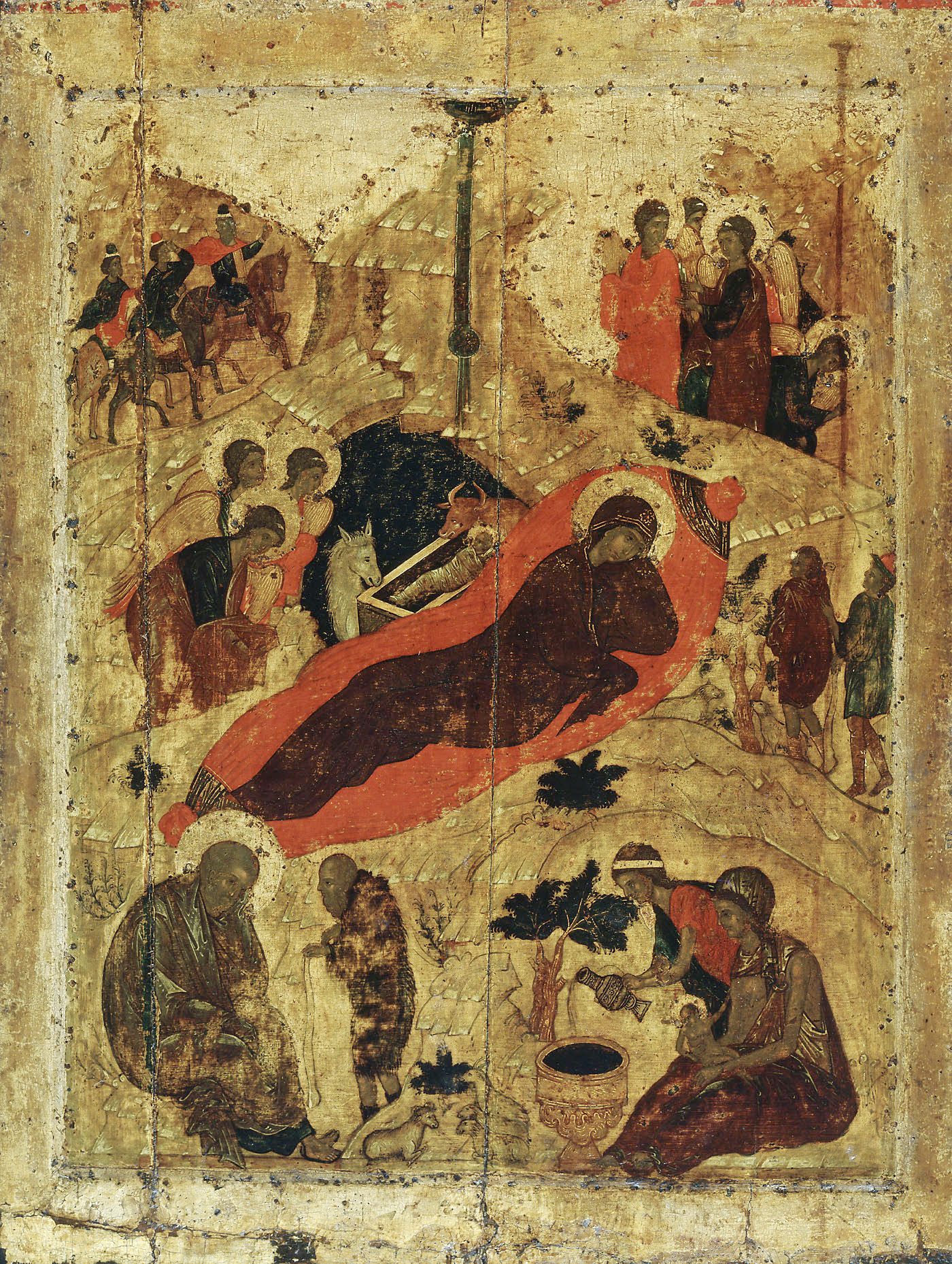
Nativité du Seigneur, icône d'Andreï Roublev (1405), Cathédrale de l'Annonciation, Kremlin de Moscou.

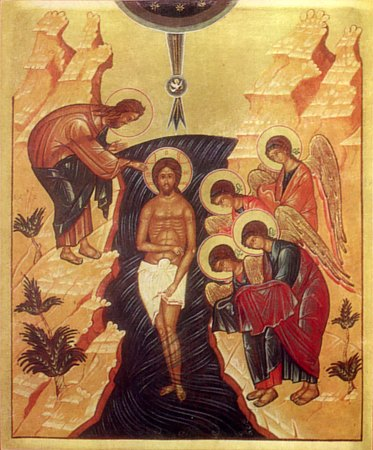
Icône de l'Épiphanie.

L'office des Grandes Heures est une célébration particulièrement solennelle des Petites Heures dans les Églises d'Orient – Églises orthodoxes et Églises catholiques de rite byzantin. Les Heures royales ne sont célébrées que trois fois dans l'année : la veille de la Nativité, la veille de l'Épiphanie (appelée en Orient Théophanie) et le Vendredi saint.

## Office
Les Heures royales sont ainsi appelées parce qu'il était de coutume que l'empereur et sa cour y assistent solennellement à la Grande Église (Sainte-Sophie de Constantinople).
On chantait en souhaitant de Nombreuses années à l'empereur, à sa cour et à la hiérarchie. Ces vœux sont toujours chantés de nos jours (sous une forme modifiée) dans les cathédrales et les monastères. La présence de l'empereur attestait de sa soumission au Christ. On chante aussi des versets de la Bible décrivant la jalousie et la peur d'un homme de pouvoir face à Dieu. Les trois journées où sont célébrées les Heures royales sont celles où, selon l'Église, Jésus à le plus parfaitement accompli sa kénose (son anéantissement) et ainsi démontré sa Royale Majesté. Selon la tradition sacrée, les Heures royales du Vendredi saint ont été composées par saint Cyrille, Patriarche d'Alexandrie. Bien que les Heures royales soient majestueuses, il s'agit aussi d'un service pénitentiel. Les jours où on les chante, la Divine Liturgie ne peut être célébrée qu'avec les vêpres, c'est-à-dire le plus tard possible dans la journée (ce qui implique, selon certaines pratiques monastiques, un jeûne qui dure toute la journée). Le Vendredi Saint est un jour aliturgique, la liturgie n'y est pas célébrée du tout.
Les Heures royales agrègent cinq offices des heures canoniales, servis tous ensemble :
- Prime ;
- Tierce ;
- Sexte ;
- None ;
- Typica.

Pendant les Heures royales, le prêtre revêt l'épitrachelion et le phélonion ; le diacre revêt le sticharion, l'orarion et les épimanikia. Les Saintes Portes et le rideau restent ouverts pendant l'essentiel du service et l'Évangile est disposé sur un analogion (lutrin) au centre de l'église. Au début de l'office de chaque Heure, le prêtre et le diacre encensent l'Évangile, les icônes et les fidèles. Avant le début de l'office de la première Heure, on sonne selon l'appel ordinaire (une seule cloche de ton grave, ou blagovest (en)). Pour le début des Heures suivantes, les clochent sonnent le nombre de coups correspondant : trois coups pour l'office de Tierce, six coups pour celui de Sexte et neuf coups pour celui de None). Au début du Typikon, la cloche sonne douze coups.
À chacune des Heures, l'un des trois psaumes ordinaires est remplacé par un psaume approprié à la fête qui est célébrée ; le tropaire du jour est suivi par des apostiches chantées par le chœur, puis par un Prokeimenon, un extrait de l'Ancien Testament, une Épître et un extrait de l'Évangile.
Il a existé des Heures royales pour la Pentecôte, composées par le prêtre Nicholas Malaxus et publiées en 1568. Toutefois, cet office ne s'est jamais beaucoup répandu.